# Pływanie na Letnich Igrzyskach Olimpijskich 2004 – 4 × 200 m stylem dowolnym mężczyzn
4 × 200 m stylem dowolnym mężczyzn – jedna z konkurencji pływackich, które odbyły się podczas XXVIII Igrzysk Olimpijskich. Eliminacje i finał miały miejsce 17 sierpnia.
Tytuł mistrzów olimpijskich zdobyła reprezentacja Stanów Zjednoczonych w składzie Michael Phelps, Ryan Lochte,
Peter Vanderkaay i Klete Keller. W finale ustanowili oni nowy rekord Ameryk (7:07,33) i pokonali o 0,13 s Australijczyków, którzy uzyskali czas 7:07,46. Trzecie miejsce z czasem 7:11,83 zajęli reprezentanci Włoch.

## Terminarz
Wszystkie godziny podane są w czasie greckim (UTC+03:00) oraz polskim (CEST).
| Data             | Godzina rozpoczęcia | Godzina rozpoczęcia |            |
| Data             | UTC+03:00           | CEST                |            |
| ---------------- | ------------------- | ------------------- | ---------- |
| 17 sierpnia 2004 | 11:10               | 10:10               | Eliminacje |
| 17 sierpnia 2004 | 20:51               | 19:51               | Finał      |

## Rekordy
Przed zawodami rekord świata i rekord olimpijski wyglądały następująco:
| Rekord            | Reprezentacja                                                                                              | Czas    | Miejsce | Data             |
| ----------------- | --- | ------- | ------- | ---------------- |
| Rekord świata     | Australia · Grant Hackett (1:46,11) · Michael Klim (1:46,49) · Bill Kirby (1:47,92) · Ian Thorpe (1:44,14) | 7:04,66 | Fukuoka | 27 lipca 2001    |
| Rekord olimpijski | Australia · Ian Thorpe (1:46,03) · Michael Klim (1:46,40) · Todd Pearson (1:47,36) · Bill Kirby (1:47,26)  | 7:07,05 | Sydney  | 19 września 2000 |

## Wyniki

### Eliminacje
| Miejsce | Wyścig | Tor | Państwo           | Zawodnik | Czas    | Uwagi |
| ------- | ------ | --- | ----------------- | --- | ------- | ----- |
| 1.      | 1      | 4   | Stany Zjednoczone | Scott Goldblatt (1:49,53) Ryan Lochte (1:47,39) Dan Ketchum (1:48,10) Peter Vanderkaay (1:47,78)                            | 7:12,80 | Q     |
| 2.      | 2      | 4   | Australia         | Todd Pearson (1:49,09) Antony Matkovich (1:49,34) Nicholas Sprenger (1:47,73) Craig Stevens (1:48,69)                       | 7:14,85 | Q     |
| 3.      | 1      | 5   | Niemcy            | Johannes Österling (1:50,37) Stefan Herbst (1:48,92) Heiko Hell (1:48,66) Christian Keller (1:48,80)                        | 7:16,75 | Q     |
| 4.      | 2      | 6   | Wielka Brytania   | Simon Burnett (1:50,43) Ross Davenport (1:49,24) Gavin Meadows (1:48,46) David Carry (1:49,28)                              | 7:17,41 | Q     |
| 5.      | 1      | 3   | Kanada            | Mark Johnston (1:50,87) Andrew Hurd (1:48,86) Brian Johns (1:48,73) Rick Say (1:49,58)                                      | 7:18,05 | Q     |
| 6.      | 2      | 5   | Włochy            | Matteo Pelliciari (1:50,63) Simone Cercato (1:49,08) Federico Cappellazzo (1:50,08) Massimiliano Rosolino (1:48,47)         | 7:18,26 | Q     |
| 7.      | 2      | 2   | Grecja            | Andreas Zisimos (1:50,99) Dimitrios Manganas (1:50,21) Apostolos Antonopoulos (1:48,58) Nikolaos Xylouris (1:49,93)         | 7:19,71 | Q     |
| 8.      | 1      | 6   | Francja           | Amaury Leveaux (1:49,65) Fabien Horth (1:49,64) Nicolas Kintz (1:50,36) Nicolas Rostoucher (1:51,66)                        | 7:21,31 | Q     |
| 9.      | 2      | 7   | Brazylia          | Rodrigo Castro (1:50,67) Bruno Bonfim (1:51,45) Carlos Jayme (1:51,46) Rafael Mosca (1:49,12)                               | 7:22,70 |       |
| 10.     | 1      | 2   | Chiny             | Liu Yu (1:51,36) Chen Zuo (1:49,79) Zheng Kunliang (1:51,34) Huang Shaohua (1:50,38)                                        | 7:22,87 |       |
| 11.     | 2      | 3   | Rosja             | Maksim Kuznetsov (1:50,81) Alexei Zatsepine (1:51,75) Stepan Ganzey (1:50,18) Yevgeniy Natsvin (1:51,23)                    | 7:23,97 |       |
| 12.     | 1      | 7   | Ukraina           | Serhij Fesenko (1:50,86) Maksym Kokosha (1:52,03) Dmytro Vereitinov (1:50,34) Sergiy Advena (1:50,90)                       | 7:24,13 |       |
| 13.     | 2      | 1   | Czechy            | Michal Rubáček (1:51,37) Květoslav Svoboda (1:49,25) Josef Horký (1:53,29) Martin Škacha (1:52,35)                          | 7:26,26 |       |
| 14.     | 1      | 8   | Portugalia        | Luís Monteiro (1:50,43) Adriano Niz (1:52,35) João Araújo (1:54,50) Miguel Pires (1:50,71)                                  | 7:27,99 | NR    |
| 15.     | 1      | 1   | Meksyk            | Joshua Ilika Brenner (1:51,01) · Alejandro Siqueiros (1:52,51) · Javier Díaz (1:53,34) · Leonardo Salinas Saldana (1:52,68) | 7:29,54 | NR    |
| 16.     | 2      | 8   | Węgry             | Tamás Kerékjártó (1:52,65) Balázs Gercsák (1:54,03) Balázs Makány (1:52,75) Tamás Szűcs (1:52,35)                           | 7:31,78 |       |

### Finał
| Miejsce | Tor | Państwo           | Zawodnik | Czas    | Strata | Uwagi |
| ------- | --- | ----------------- | --- | ------- | ------ | ----- |
| 1. !    | 4   | Stany Zjednoczone | Michael Phelps (1:46,49) Ryan Lochte (1:47,52) Peter Vanderkaay (1:47,79) Klete Keller (1:45,53)                    | 7:07,33 |        | AM    |
| 2. !    | 5   | Australia         | Grant Hackett (1:47,50) Michael Klim (1:47,62) Nicholas Sprenger (1:48,16) Ian Thorpe (1:44,18)                     | 7:07,46 | 0,13   |       |
| 3. !    | 7   | Włochy            | Emiliano Brembilla (1:48,16) Massimiliano Rosolino (1:46,24) Simone Cercato (1:49,85) Filippo Magnini (1:47,58)     | 7:11,83 | 4,50   |       |
| 4.      | 6   | Wielka Brytania   | Simon Burnett (1:47,90) Gavin Meadows (1:48,46) David O’Brien (1:49,05) Ross Davenport (1:47,19)                    | 7:12,60 | 5,27   |       |
| 5.      | 2   | Kanada            | Brent Hayden (1:49,08) Brian Johns (1:49,15) Andrew Hurd (1:48,09) Rick Say (1:47,01)                               | 7:13,33 | 6,00   |       |
| 6.      | 3   | Niemcy            | Jens Schreiber (1:49,08) Heiko Hell (1:49,15) Lars Conrad (1:48,23) Christian Keller (1:50,05)                      | 7:16,51 | 9,18   |       |
| 7.      | 8   | Francja           | Amaury Leveaux (1:48,57) Fabien Horth (1:48,67) Nicolas Kintz (1:50,01) Nicolas Rostoucher (1:50,18)                | 7:17,43 | 10,10  |       |
| 8.      | 1   | Grecja            | Apostolos Antonopoulos (1:50,34) Dimitrios Manganas (1:51,33) Andreas Zisimos (1:50,26) Nikolaos Xylouris (1:51,09) | 7:23,02 | 15,67  |       |